# Yesterday Once More
„Yesterday Once More” – utwór wydany 16 maja 1973 roku przez amerykański duet popowy The Carpenters. Autorami tekstu są Richard Carpenter i John Bettis.
Dionne Warwick wykonała ten utwór na żywo w Las Vegas w noc przed śmiercią Karen Carpenter.

## Notowania
| Lista                         | Pozycja |
| ----------------------------- | ------- |
| U.S. Billboard Hot 100        | 2       |
| UK Singles Chart              | 2       |
| Canadian Singles Chart        | 1       |
| U.S. Billboard Easy Listening | 1       |